# モハンマドレザー・シャジャリヤーン

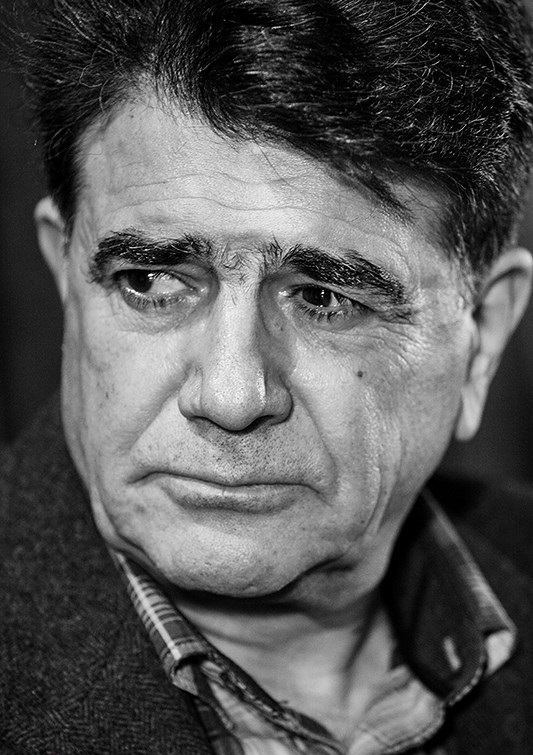
モハンマドレザー・シャジャリヤーン, 1940-2020

モハンマドレザー・シャジャリヤーン (ペルシア語: محمدرضا شجريان, ラテン文字転写: Mohammad Rezā Shajariān; ペルシア語発音: [mohæmːæd ɾeˈzɒː ʃædʒæɾiˈɒːn], 1940年9月23日 – 2020年10月8日) は、イラン伝統音楽の歌手、指導者（オスタード）。人道活動でも知られ、ペルシア書道の書家としても高名である。
1959年にラジオ・ホラーサーンで歌い始め、1960年代には彼独自の歌唱様式で名声を高めた。シャジャリヤーンの師匠としてはアハマド・エバーディー、エスマーイール・メヘルタシュ、アブドッラー・ダヴァーミー、ヌールアリー・ボルーマンドがいる。Reza Gholi Mirza Zelli, Fariborz Manouchehri, Ghamar Molouk Vaziri, Eghbal Azar, and Taj Isfahani といった前世代の歌い手たちの歌唱様式からも多くを学んだ。シャジャリヤーンは自ら、伝説的なタール奏者ジャリール・シャーヘナーズに大きな影響を受けたと述べており、シャーヘナーズのタール演奏を声により模倣しようとしたとも語った。
シャジャリヤーンはパルヴィーズ・メシュカティヤーン、モハンマドレザー・ロトフィー、ソホラーブ・プールナーゼリー、ホセイン・アリーザーデ、ファラーマルズ・パーイヴァル ともそれぞれ共演したことがある。シャジャリヤーンの歌唱はダストガーという伝統的な旋法に基づいて即興的に歌われた。1999年に UNESCO はシャジャリヤーンに Picasso Award を贈り、2006年には UNESCO Mozart Medal を贈った。2017年に『ロサンゼルス・タイムズ』紙は、シャジャリヤーンを「ペルシア古典音楽の生ける巨匠」として取り上げた。
シャジャリヤーンが歌った歌は、（狭義の）イランの民族音楽のみならず、マーザーンダラーニーやアゼリー、クルドやロルの民族音楽も含む。

## 前半生

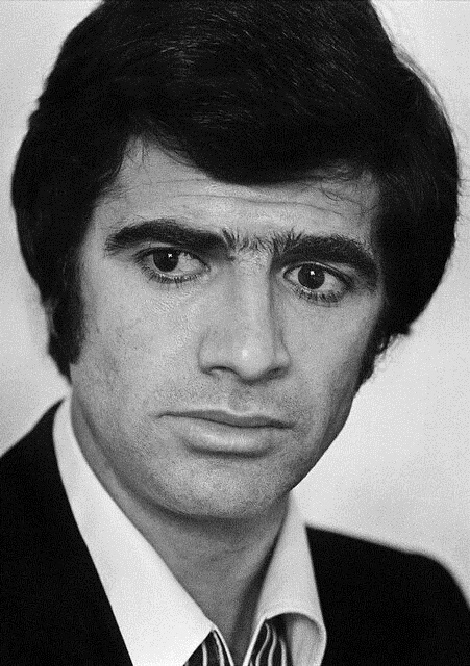
1960年代のシャジャリヤーン

モハンマドレザー・シャジャリヤーンは、1940年9月23日、イランのマシュハドにて生まれた。父のメヘディーも父方祖父のアリーアクバルも、クルアーン誦み（カーリー）であった。母の名前は Afsar Shahverdiani といい、2007年に亡くなった。
シャジャリヤーンは5人きょうだいの最年長で、5歳の時から父の監督のもと、クルアーンの読誦法を習った。

## 音楽活動
シャジャリヤーンは12歳のときにラディーフ唱法というイラン古典音楽のレパートリーを父親に隠れて習い始めた。隠す必要があったのは、父が信仰上の理由で歌舞音曲を禁忌とみなしていたからである。音楽活動を始めたての頃、シャジャリヤーンは "Siavash Bidakani" というステージ・ネームで活動していたが長くは続かず、ほどなく本名で活動するようになった。1959年にラジオ・ホラーサーンで歌い始め、1960年代には独自のスタイルにより名声を確立した。テヘラン大学の芸術学部で教えたり、国立放送局で活動したり、古典音楽を研究したり、レコーディング活動も旺盛に行った。
シャジャリヤーンは、常にではないが楽団（バンド）を組むこともあり、たとえば、2000年には Masters of Persian Music というバンドを息子のホマーユーンほか、ケイハーン・カルホル、ホセイン・アリーザーデといった巨匠たちと結成した。娘のモジュガーンとバンドを組んだこともある。
2008年には Ava Ensemble を結成し、世界ツアーを敢行した。メンバーは、息子の Homayoun (tombak and vocals), Hossein Behroozinia (barbat), Majid Derakhshani (tar), Hossain Rezaeenia (daf), and Saeed Farajpouri (kamanche)。
2012年には娘のモズガーンとともに、シャーヘナーズ・アンサンブルを結成した。バンドの名前はタールの巨匠ジャリール・シャーヘナーズを称えるものであり、活動の収益の何割かは健康を害していた巨匠の医療費に充てられた。

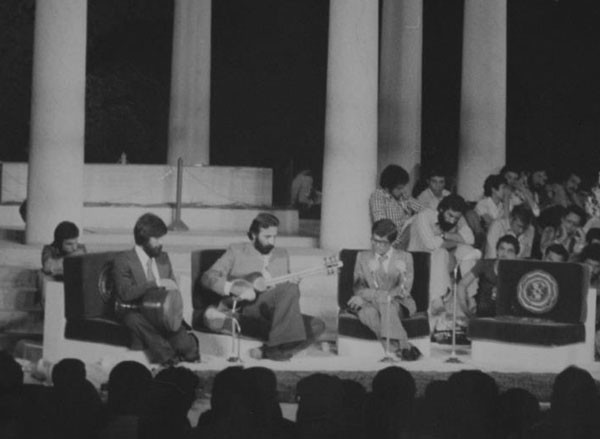
シーラーズ芸術祭におけるシャジャリヤーン

シャジャリヤーンの師匠としては、アハマド・エバーディー、エスマーイール・メヘルタシュ、アブドッラー・ダヴァーミー、ヌールアリー・ボルーマンドがいる。歌唱法は Hossein Taherzadeh, Reza Gholi Mirza Zelli, Qamar-ol-Moluk Vaziri, Eghbal Azar and Taj Isfahani といった前世代の歌い手たちに学んでいる。さらに、伝統的なレパートリーの理解とより充実した歌唱のために、サントゥールの演奏をジャラール・アフバリーに学んだ。1971年には人づてにファラーマルズ・パーイヴァルの知己を得て、サントゥールの演奏法やアブドルハサン・サバーのラディーフ歌唱法を彼に学んだ。さらにアブドッラー・ダヴァーミーからもイランの古典歌謡を学んだ。ダヴァーミーは自分のラディーフ解釈をシャジャリヤーンに伝えた。
シャジャリヤーンは伝統音楽の歌謡の分野で、指導者（オスタード）として活躍した。直接の弟子としては次の人が知られている。
- Iraj Bastami
- Ali Jahandar
- Shahram Nazeri
- Hesameddin Seraj
- Muzaffar Shafei
- Qasem Rafati
- Mohammad Esfahani[8]
- Homayoun Shajarian
- Ali Rostamian
- Mohsen Keramati
- Hamidreza Nourbakhsh
- Sina Sarlak
- Mojtaba Asgari

## 政治活動

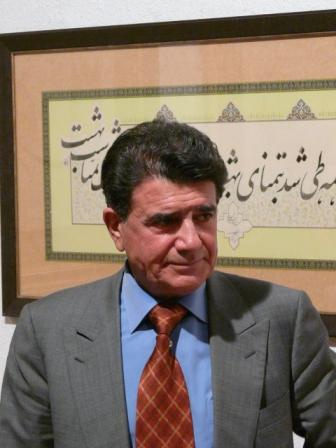
2008年のシャジャリヤーン

Bidaad というアルバムに収められた曲には、シャジャリヤーンが「いったい何があったんだ」と悲しげに歌い、歌詞により素晴らしい場所が無残にぼろぼろになってしまったことが示唆されている曲がある。2012年3月2日、サクラメントのカリフォルニア州立大学で行われた講義において、受講者からこの歌詞の意味についてシャジャリヤーンは、革命後のイランの政治体制下で起きたことを念頭に置いていると明言した。
シャジャリヤーンは2009年6月12日のイラン大統領選挙の結果に抗議するイラン国民を支持すると述べ、彼らをアフマディーネジャード新大統領が「ゴミくず」とののしった際には「それ（大統領の発言）こそがゴミくずであり、いつまでもゴミくずであり続けるだろう」と、BBCペルシア語放送の電話取材に答えた。さらに国営放送 IRIB (Islamic Republic of Iran Broadcasting) に自分の曲を放送で用いないでくれといい、「希望の地、イランよ」という彼の有名なヒット曲について、現在の国の状況とは無関係だと述べた。
1995年のインタビューでは、「自分はイスラーム共和制という体制そのものに反対しているわけではなく、音楽が宗教層から攻撃されることはいつの時代でもあることであるし、非難に値する音楽も存在する、しかし音楽の本質は正道から逸脱することにあるのではないし、私個人はそういうものに反対だ、官僚と宗教権威の言うとおりにする」といった趣旨のことを述べている。
2009年にシャジャリヤーンが歌った「火の言葉」という歌には「武器を置いてこちらへおいで、座って話をしよう、おまえの心にも人の道の光が届くと思うんだ」といった趣旨の歌詞がある。これは抗議運動のさなか、デモ参加者たちに暴行するバスィージ民兵に直接、語りかけるものであろうと解されている。

## 後半生

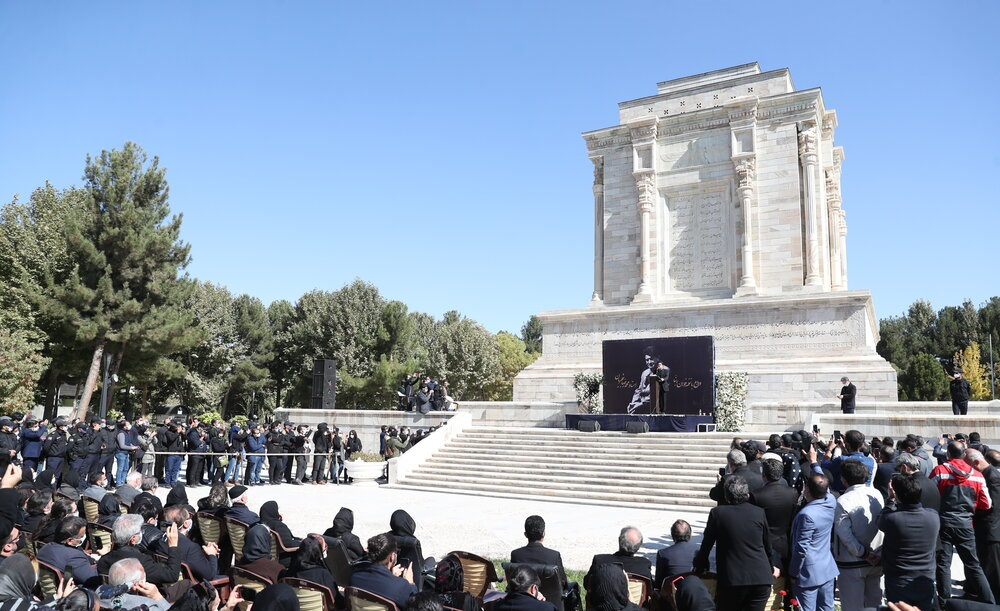
シャジャリヤーンの葬儀。2020年10月、フェルドウスィー廟にて。

2016年3月にシャジャリヤーンは自身が15年来、腎臓がんを患っていることを明かした。直後のノウルーズ（イランの新年祭）には髪を剃った姿で現れた。詩人バハラーム・ベイザーイーはこれを受けて、楽しいノウルーズ週間における悲しい一日と詩を詠んだ。
シャジャリヤーンは2020年1月27日に病院で外科手術を受け、8月25日には一度退院したが、10月5日に再入院した。
シャジャリヤーンは2020年10月8日、テヘランのジャム病院の集中治療室にて、80年の生涯を閉じた。ベヘシュテ・ザフラー共同墓地でいったん身内だけで葬儀が営まれ、その後遺体がマシュハドへ移送された。10月10日にマシュハドのトゥースにあるフェルドウスィー廟に遺体が埋葬された。

## 私生活
シャジャリヤーンは1962年、当時21歳のときに、当時教師をしていた女性と結婚し、息子のホマーユーンと3人の娘、ファルザーネ、モジュガーン、アフサーネを得た。アフサーネは後年、パルヴィーズ・メシュカティヤーンと結婚する。なお、シャジャリヤーン夫妻は1993年に離婚した。
その後の1995年にシャジャリヤーンは息子のホマーユーンの結婚相手の姉と結婚して、男児1人を得た。お産は1997年、カナダのバンクーバーであった。